# Мандервен
Мандервен (нід. Manderveen) — село в нідерландській провінції Оверейсел, на кордоні з Німеччиною. Входить до муніципалітету Тюбберген.
Його площа становить 10,06 км², а населення станом на 2021 рік складало 625 осіб.
Перша згадка про населений пункт датується 1846 роком.